# Palacio Kinský (Praga)
El Palacio Kinský (en checo: Palác Kinských) es un antiguo palacio, actualmente usado como una de las sedes de la Galería Nacional de Praga, situado en la plaza de la Ciudad Vieja, en el área de la Ciudad Vieja de Praga, República Checa. El nombre del palacio hace referencia a sus antiguos propietarios, la familia Kinský.

## Historia
El palacio fue construido originalmente para la familia Golz entre 1755 y 1765. Como resultado, el palacio también es conocido como Palacio Golz-Kinský (Palác Golz-Kinských).
El edificio fue diseñado por Kilian Ignaz Dientzenhofer y es de estilo rococó. El exterior es de estuco y está pintado de rosa y blanco. En el exterior hay estatuas realizadas por Ignaz Franz Platzer. En 1768, la familia Kinský compró el palacio a la familia Golz.
El padre de Franz Kafka, Hermann Kafka, era mercero. Tenía su tienda en el palacio, que estaba situado en la planta baja. Franz Kafka asistió a la escuela secundaria en el palacio, desde 1893 hasta 1901. En el período de entreguerras, el palacio albergó la legación de la República de Polonia (1922-1934).
El palacio fue utilizado por Klement Gottwald en 1948 para dirigirse al pueblo desde su balcón, lo que condujo a un golpe de Estado.
Desde 1949, el palacio ha estado bajo la administración de la Galería Nacional y el edificio se utiliza actualmente como museo de arte.